# Кутаф'я вежа
Кута́ф'я (Передмостова) вежа (рос. Кутафья башня) — вежа навпроти Троїцької вежі, в кінці Троїцького мосту у Москві. Є барбаканом.

## Історія

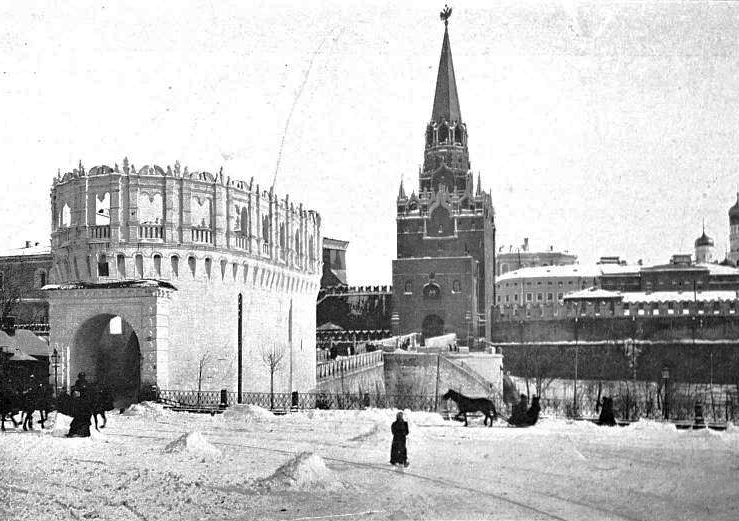
Кутаф'я вежа, 1905

Вежа споруджена в 1516 під керівництвом міланського архітектора Антона Фрязіна. Невисока, оточена ровом і річкою Неглинною, з єдиними воротами, які в хвилини небезпеки наглухо закривалися підйомною частиною мосту, башта була грізною перешкодою при облозі фортеці. Вона мала бійниці підошовного бою і машикулі. У XVI—XVII століттях рівень води в річці Неглинній був високо піднятий греблями, так що вода оточувала вежу з усіх боків. Первісна висота її над рівнем землі дорівнювала 18 метрам. В'їхати до вежі із боку міста можна було лише по похилому мосту.
Існують дві версії походження назви «Кутаф'я»: від слова кут — «укриття, кут», або від слова кутафья, яким називали товсту, неповоротку жінку.
Кутаф'я вежа ніколи не мала покриття. У 1685 р. її увінчали ажурною «короною» з білокам'яними деталями.
У 2010 заштукатурено кіоти Кутаф'євої вежі, вона буде обстежена на предмет збереження іконописних зображень.